# Kinne-Kleva
För andra betydelser, se Kleva.
Kinne-Kleva är kyrkbyn i Kinne-Kleva socken och en småort i Götene kommun i Västergötland. 
Kinne-Kleva kyrka ligger här. Tidigare bedrev Svenska skifferoljeaktiebolaget verksamhet på orten.